# Фэйсян
Фэйся́н (кит. упр. 肥乡, пиньинь Féixiāng, буквально: «волость Фэй») — район городского подчинения городского округа Ханьдань провинции Хэбэй (КНР).

## История
Ещё в эпоху Враждующих царств в царстве Чжао, в состав которого входили эти места, было создано владение Фэй, от которого и идёт название района . При империи Западная Хань на северной части территории современного района был образован уезд Лежэнь (列人县). В 91 году до н. э. на юго-восточной части территории современного района был образован удел Цзибэй (即裴侯国), а в 67 году до н. э. на северо-западной части — удел Ханьгоу (邯沟侯国). Во времена диктатуры Ван Мана уезд Лежэнь был переименован в Лечжи (列治县), а удел Цзибэй — в Цзиши (即是). При империи Восточная Хань уделы Цзиши и Ханьгоу были расформированы, а уезду Лечжи возвращено название Лежэнь.
Во времена Троецарствия в царстве Вэй в 221 году из уездов Лежэнь и Ханьгоу был выделен уезд Фэйсян (肥乡县). При империи Северная Вэй в 442 году уезд Чичжан (斥漳县) был присоединён к уезду Лежэнь, но в 496 году был выделен вновь. При империи Восточная Вэй в 534 году уезд Фэйсян был присоединён к уезду Линьчжан. При империи Северная Ци уезд Лежэнь был расформирован.
При империи Суй в 590 году уезд Фэйсян был образован вновь. В 596 году восточная часть уезды (территория бывшего уезда Лежэнь) была выделена в отдельный уезд Цинчжан (清漳县). При империи Тан в 843 году уезд Цинчжан был присоединён к уезду Фэйсян.
В 1949 году был создан Специальный район Ханьдань (邯郸专区), и уезд вошёл в его состав. В 1958 году уезд Фэйсян был присоединён к уезду Цюйчжоу, но 1961 году уезд был восстановлен в прежних границах. В 1970 году Специальный район Ханьдань был переименован в Округ Ханьдань (邯郸地区). В июне 1993 года округ Ханьдань и город Ханьдань были расформированы, и образован Городской округ Ханьдань.
30 сентября 2016 года уезд Фэйсян был преобразован в район городского подчинения

## Административное деление
Район Фэйсян делится на 4 посёлка и 5 волостей.